# 아메리칸 리즌 메모리얼 스타디움
아메리칸 리즌 메모리얼 스타디움(American Legion Memorial Stadium)은 미국 노스캐롤라이나주 샬럿에 위치한 다목적 경기장이다.